# Josef Martin Bauer
Josef Martin Bauer (11. března 1901, Taufkirchen – 15. března 1970, Dorfen) byl německý spisovatel.

## Biografie
Josef Martin Bauer navštěvoval humanistické benediktinské gymnázium v Scheyern, roku 1920 složil maturitní zkoušky a měl jít studovat teologii. Rozhodl se však nestudovat a živil se příležitostnými pracemi až se roku 1927 stal redaktorem místních novin v Dorfenu. Za svůj první román Achtsiedel obdržel roku 1930 cenu „Jugendpreis deutscher Erzähler“ (cenu Mladých německých vypravěčů). To položilo základy jeho spisovatelské kariéry.
Během druhé světové války byl odveden do Wehrmachtu a stanul jako jeho voják na nejvyšší evropské hoře, kavkazském Elbrusu. Svá dobrodružství zveřejnil ve válečném deníku Kaukasisches Abenteuer (Kavkazské dobrodružství)(1950).
Jeho nejslavnějším dílem, zfilmovaným a přeloženým nejméně do 15 jazyků, je román Kam až mne nohy donesou - So weit die Füße tragen, popisující sugestivní autobiografickou formou útěk německého vojáka z bolševického zajetí v SSSR. Hlavní hrdina, Clemens Forell, se pokusí o téměř nemožný útěk z nejvýchodnějšího koutu Sibiře, z likvidačního gulagu za polárním kruhem, útěk, který trval 3 roky, od roku 1949 až do překročení hranice s Íránem, v roce 1952. Hrdina přitom přešel téměř celou Asii a ušel 14 000 km, s všudypřítomnou KGB v zádech.
Dílo je inspirováno skutečnou událostí, kterou autorovi popsal německý důstojník Wehrmachtu, Cornelius Rost (1919–1983). Rost nikdy neodhalil své jméno a zemřel jako vyděšený muž. Až do své smrti se bál, že dveře jeho mnichovského bytu vyrazí všemocná KGB a pošlou ho na popraviště či zpět do gulagu.
Roku 1951 napsal novou verzi divadelní hry "Further Drachenstichs" pro divadlo ve Furth im Wald.

## Dílo (výběr)
- Achtsiedel, 1931
- Die Salzstraße, 1932
- Das Haus am Fohlenmarkt, 1936
- Das tote Herz (Hörspiel), 1937
- Die Kraniche der Nogaia, München 1942
- Kaukasisches Abenteuer, 1950
- So weit die Füße tragen, 1955
- Kranich mit dem Stein, 1958
- Der Abhang, 1960
- Mensch an der Wand, 1962

## Film
Kniha So weit die Füße tragen byla dvakrát zfilmována.
- 1959: šestidílný televizní film (režie Fritz Umgelter, hrají Heinz Weiss (Forell), Wolfgang Büttner, Hans Epskamp).
- 2001: Bílé peklo – film (německy So weit die Füße tragen, anglicky As Far As My Feet Will Carry Me; režie Hardy Martins, hrají Bernhard Bettermann (Forell), Michael Mendl, Anatolij Kotenov).

## Rozhlas
Roku 1956 natočila WDR román So weit die Füße tragen jako osmidílnou rozhlasovou hru (režie: Franz Zimmermann, namluvili: Wolfgang Wahl (Forell), Raoul Wolfgang Schnell, Kurt Lieck, Walter Richter, Heinz Schimmelpfennig)